# Citroën C4 Picasso
Citroën C4 Picasso er en kompakt MPV fra franske Citroën, som blev introduceret i 2006.
Den 5-personers model kaldes C4 Picasso, mens den længere 7-personers kaldes C4 Grand Picasso.
Der findes et udvalg af forskellige benzin- og dieselmotorer.

## Motorer
| Benzin: - 1.6 VTi: 88 kW (120 hk) - 1.6 THP: 110 kW (149 hk) - 1.8 16V: 92 kW (125 hk) - 2.0 16V: 103 kW (140 hk) | Diesel: - 1.6 HDi: 80 kW (109 hk) - 2.0 HDi: 100 kW (136 hk) |